# Цибікнур
Цибікну́р (рос. Цибикнур, марій. Цибикнур) — село у складі Медведевського району Марій Ел, Росія. Входить до складу Шойбулацьке сільського поселення.

## Населення
Населення — 624 особи (2010; 614 у 2002).
Національний склад (станом на 2002 рік):
- лучні марійці — 88 %